# Friedhelm Wentzke
Friedhelm Wentzke   (Castrop-Rauxel, 13 de setembre de 1935) és un piragüista alemany, ja retirat, que va competir durant la dècada de 1960.
El 1960 va prendre part en els Jocs Olímpics d'Estiu de Roma, on va guanyar la medalla d'or en la prova del K-1 4x500 metres del programa de piragüisme. Formà equip amb Dieter Krause, Günther Perleberg i Paul Lange. Quatre anys més tard als Jocs de Tòquio, guanyà la medalla de plata en la prova del K-4 1.000 metres, formant equip amb Günther Perleberg, Bernhard Schulze i Holger Zander.
En el seu palmarès també destaquen una medalla d'or i una de plata al Campionat d'Europa de 1961 i 1965 respectivament. Entre el 1961 i el 1966 va guanyar 10 títols nacionals d'Alemanya Occidental.